# Alan Nimmo
Alan Nimmo ist ein britischer Bluesrock-Gitarrist und Singer-Songwriter.

## Biografie
Alan Nimmo und sein sechs Jahre älterer Bruder Stevie wuchsen in Glasgow auf. Ihre Mutter war Blues- und Rockfan, ihr Vater war Sänger in lokalen Bands. Als Kinder hörten sie Musiker und Bands wie Peter Green, Free, Bad Company, Rod Stewart, Steve Marriott und Thin Lizzy, die sie zu ihren Vorbildern zählen. Mit etwa 12 Jahren begann Alan, Gitarre zu spielen.
Die Brüder spielten zunächst in verschiedenen Bands, darunter eine Gruppe namens Blackwater Blues Band, bevor sie 1995 beschlossen, als The Nimmo Brothers aufzutreten. Seit 2009 hat Alan Nimmo mit King King eine eigene Band, während die Nimmo Brothers weiterhin zusammen auftreten.

## Auszeichnungen
2012 bis 2014 gewannen King King einen British Blues Award als „Blues Band“ und wurden daraufhin in die British Blues Awards Hall of Fame aufgenommen. King King gewannen auch British Blues Awards für die Alben Take My Hand (2012),  Standing in the Shadows (2014) und Reaching for the Light (2016), dazu für den Song Rush Hour (2016) und als „Songwriter of the Year“ (2016). 2014, 2015 und 2016 wurde Alan Nimmo in der Kategorie „Male Vocals“ ausgezeichnet. 2015 und 2016 wurden die Nimmo Brothers als „Blues Band“ geehrt.
2018 wurde King King auch bei den neugeschaffenen UK Blues Awards mehrfach ausgezeichnet: in der Kategorie „Blues Band of the Year“ sowie für das Album Exile & Grace von 2017; daneben gewann Alan Nimmo in der Kategorie „Blues Songwriter of the Year“.